# Thomas Mulliner
Thomas Mulliner (wirkend im letzten Drittel des 16. Jahrhunderts) war ein englischer Notenkopist und Organist der Renaissance.

## Leben und Werk
Thomas Mulliner wirkte zunächst wahrscheinlich an der St.-Pauls-Kathedrale in London. 1563 ist er als Organist des Corpus Christi College in Oxford nachgewiesen.
Thomas Mulliner hinterließ ein Manuskript, das vom British Museum unter der Inventarnummer Add. 30, 513 geführt wird und oft auch als Mulliner Book tituliert wird. Die Entstehung dieses Manuskriptes füllt vermutlich das dritte Drittel des 16. Jahrhunderts aus. In diesem Manuskript sind 131 Stücke für Orgel, Virginal und Cister enthalten. In diesem Dokument sind vor allem Stücke von John Redford (1486–1547), Thomas Tallis (1505–1585) und John Blithemann (1525–1591, einige Dokumente benennen diesen als William Blitheman) mit nicht in anderen Dokumenten überlieferten Orgelwerken vertreten. Inwieweit mit Mulliners Namen selbst gezeichnete Stücke seine eigenen Kompositionen oder lediglich von ihm übertragene Werke darstellen, ist ungeklärt.